# Bielino (powiat płocki)
Bielino – wieś sołecka w Polsce położona w województwie mazowieckim, w powiecie płockim, w gminie Słupno.
| SIMC    | Nazwa   | Rodzaj    |
| ------- | ------- | --------- |
| 0575953 | Wirgnia | część wsi |

Prywatna wieś szlachecka, położona była w drugiej połowie XVI wieku w powiecie płockim województwa płockiego. W latach 1975–1998 miejscowość należała administracyjnie do województwa płockiego.
Istniała dawniej gmina Bielino.